# Bulinus cernicus
Bulinus cernicus е вид коремоного от семейство Planorbidae.

## Разпространение
Видът е разпространен в Мавриций.